# Phoenix (film)
Phoenix (Phoenix) – amerykański film sensacyjny z roku 1998.

## Obsada
- Ray Liotta - Harry Collins
- Anthony LaPaglia - Mike Henshaw
- Daniel Baldwin - James Nutter
- Jeremy Piven - Fred Shuster
- Xander Berkeley - Porucznik Clyde Webber
- Vanessa Munday - Betsy
- Yvette Cruise - Maria
- Brittany Murphy - Veronica
- George Murdock - Sid
- Kathryn Joosten - Esther
- Giancarlo Esposito - Louie
- Ernest M. Garcia - Chubby
- David Dunard - Murray
- Earl Carroll - Seymour
- Anjelica Huston - Leila

## Fabuła
Harry Collins jest doświadczonym gliniarzem z Phoenix. To porządny facet, ale ma jedną poważną wadę - jest nałogowym hazardzistą. Popada w poważne długi finansowe. Ale lichwiarz ma dla niego propozycje - w zamian za umorzenie długów, Harry wykona mokrą robotę. Zamiast tego, policjant z 4 kumplami planują napad na kasyno miejscowego gangstera...